# Botafogo
Botafogo é um bairro da Zona Sul do município do Rio de Janeiro, no Brasil. Com quase 100 mil habitantes, o bairro é conhecido por abrigar um dos principais cartões-postais brasileiros: a Enseada de Botafogo, com os morros do Pão de Açúcar e da Urca, e o  Aterro do Flamengo ao fundo. Dentre as maiores atrações da Enseada de Botafogo está o conhecido Iate Clube do Rio de Janeiro, cujo cais e marina se fazem visíveis de quase todos os pontos do bairro.
Botafogo tem suas escolas de samba, a São Clemente e a Botafogo Samba Clube. É conhecido no Rio de Janeiro como o bairro das escolas e das clínicas, devido ao grande número desses estabelecimentos na região. Também é conhecido por ser lar do clube de futebol homônimo, Botafogo de Futebol e Regatas, um dos maiores e mais tradicionais clubes do país. Muitas pessoas o definem como bairro de passagem, por se localizar entre o Centro e o resto da Zona Sul da cidade. Não é à toa que uma das principais vias é a Rua da Passagem. Outras vias importantes são as ruas Volutários da Pátria e São Clemente.

## História
Inicialmente chamada de Itaóca (casa de pedra) pelos Tamoios em referência a uma furna que ainda existe onde hoje é o Humaitá, a região foi recebida em regime de sesmarias por Antônio Francisco Velho e, por conta deste, a partir de 1565 passa a ser conhecida como "Enseada de Francisco Velho". Em 1590 Antônio Francisco Velho, já idoso, decide vender essa parte de suas terras ao português João Pereira de Souza Botafogo, sendo deste último a origem atual do nome do bairro.